# Lockheed C-130 Hercules
El Lockheed C-130 Hercules es un avión de transporte táctico medio-pesado propulsado por cuatro motores turbohélice, fabricado en los Estados Unidos desde los años 1950 por la compañía Lockheed (ahora Lockheed Martin). El Hercules es el principal avión de transporte de muchas fuerzas armadas del mundo. Ha prestado servicio en más de 50 países, en sus cerca de 40 versiones y modelos distintos, en incontables operaciones militares, civiles y de ayuda humanitaria. En diciembre de 2006, el C-130 se convirtió en la quinta aeronave (después de los English Electric Canberra, Boeing B-52 Stratofortress, Tupolev Tu-95, Boeing KC-135 Stratotanker y antes que el Lockheed U-2) en alcanzar los 50 años de uso continuo con su cliente primario original, en este caso la Fuerza Aérea de los Estados Unidos. Y, además, es una de las pocas aeronaves militares que continúa en producción después de 50 años, actualmente se está fabricando la versión actualizada Lockheed Martin C-130J Super Hercules.

## Desarrollo

### Origen y requerimientos

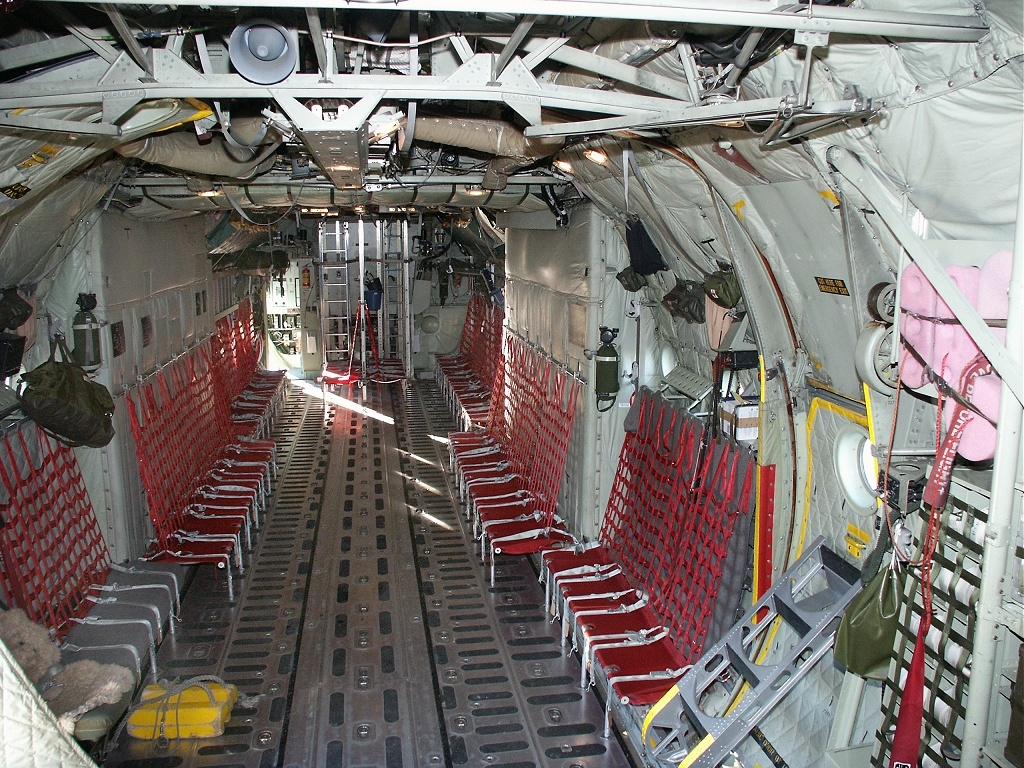
Compartimento de carga de un C-130 de la Fuerza Aérea Sueca.

La guerra de Corea, que comenzó en junio de 1950, demostró que los aviones de transporte con motores de pistones de la época de la Segunda Guerra Mundial (Douglas C-47 Skytrain, Curtiss C-46 Commando y Fairchild C-119 Flying Boxcar), eran inadecuados para la guerra moderna. Así que el 2 de febrero de 1951, la Fuerza Aérea de los Estados Unidos emitió un requerimiento (General Operating Requirement o GOR) para un nuevo avión de transporte a los fabricantes Boeing, Douglas, Fairchild, Lockheed, Martin, Chase Aircraft, North American, Northrop y Airlifts Inc. Se pedía que el nuevo avión contara con capacidad para 92 pasajeros, 72 soldados equipados para el combate o 64 paracaidistas en un compartimento de carga que tendría aproximadamente 12 metros de longitud, 2,7 metros de altura y 3 de ancho. A diferencia de los aviones de transporte derivados de aviones comerciales de pasajeros, este avión iba a ser diseñado desde el principio como un transporte militar cuya carga y descarga se realizara mediante una rampa en la parte trasera del fuselaje. Esta innovación en los aviones de carga militar había sido incluida de forma pionera en prototipos alemanes de la Segunda Guerra Mundial (Junkers Ju 252 y Ju 352 Herkules).

### Prototipos
En el verano de 1955 hizo su aparición el prototipo Lockheed YC-130, y se tuvo inmediatamente la certeza de estar en presencia del transporte militar ideal que tanto se había buscado. Por vez primera, un avión de transporte combinaba las ventajas de un suelo bajo, a la altura de la plataforma de un camión; un tren de aterrizaje suave para poder operar sobre pistas irregulares, cabina presurizada, depósitos integrados de gran capacidad a fin de aumentar su alcance, perfecta visibilidad para la tripulación, motores turbohélice y unas asombrosas prestaciones que, junto a su sistema STOL, lo colocaban al nivel de los cazas de la Segunda Guerra Mundial en velocidad. Pero en aquella época nadie podía todavía vislumbrar la brillante carrera de este avión polivalente, ni se imaginaba que en los años 2000 el C-130 seguiría en activo.
Las misiones actuales de este avión son tan diversas que vale la pena recordar los requisitos previos especificados en febrero de 1951 por la Fuerza Aérea de los Estados Unidos: se pedía un transporte para el Mando Aéreo Táctico, capaz de utilizar pistas sin pavimentar y llevar 11 340 kilogramos de carga, 92 plazas de tropa o 64 paracaidistas. En aquella época los transportes de la USAF eran construidos por Fairchild, Boeing y Douglas, pero las propuestas presentadas por estas compañías fueron desestimadas, y el 2 de julio de 1951 se eligió el Modelo 82 de Lockheed. El 23 de agosto de 1954 salía de Burbank el primero de los dos prototipos YC-130 (53-3396), que voló pilotado por Stan Beltz y Ray Wimmer. En aquellas fechas ya se había trazado un programa para la producción masiva del aparato, en la nave gubernamental n.º 6 de Marietta (Georgia), construida durante la Segunda Guerra Mundial para fabricar los B-29, y posteriormente reabierta por Lockheed para reparar los B-29 y construir los B-47 Stratojet. El primer C-130A (53-3129), o Modelo 182, salió de Marietta el 7 de abril de 1955.

### Producción
Al empezar a construirlos, fue modificado el fuselaje y la cola, se dio a la parte posterior una forma más cuadrada, se colocó el radar APS-59, que dio un cambio de imagen al avión, se montaron soportes para el sistema JATO/RATO (despegue asistido por reactores) y motores T56-9 de mayor empuje. La característica más sobresalientes del C-130 fue dotarlo de una rampa inferior, para acceso de carga desde el piso. Las puertas traseras, al ser hidráulicas, permiten abrir la puerta incluso en vuelo. Su estructura básica está construida en aluminio de alta resistencia y algunas piezas de titanio.

## Diseño

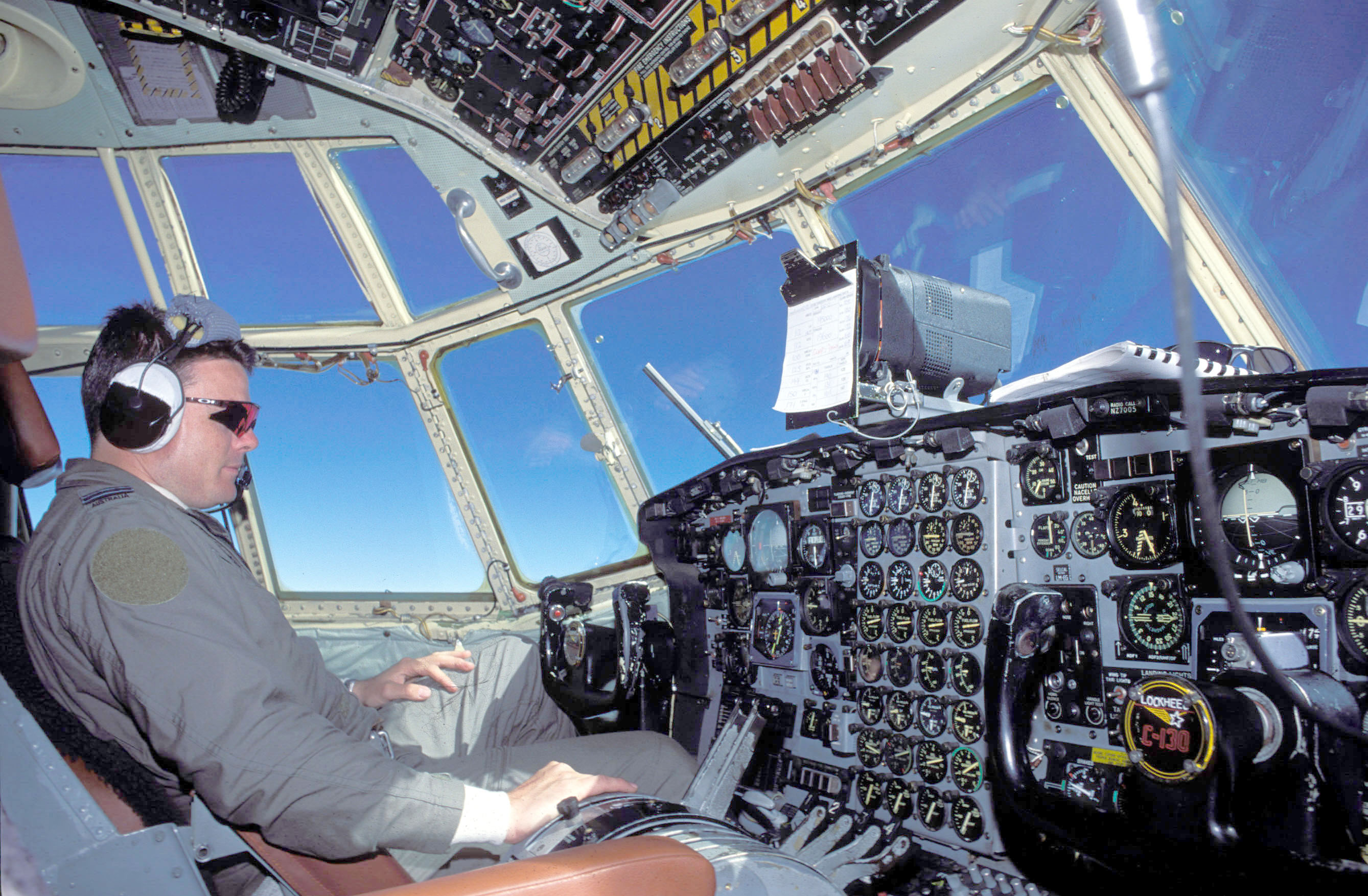
Cabina de vuelo de un C-130 Hercules.

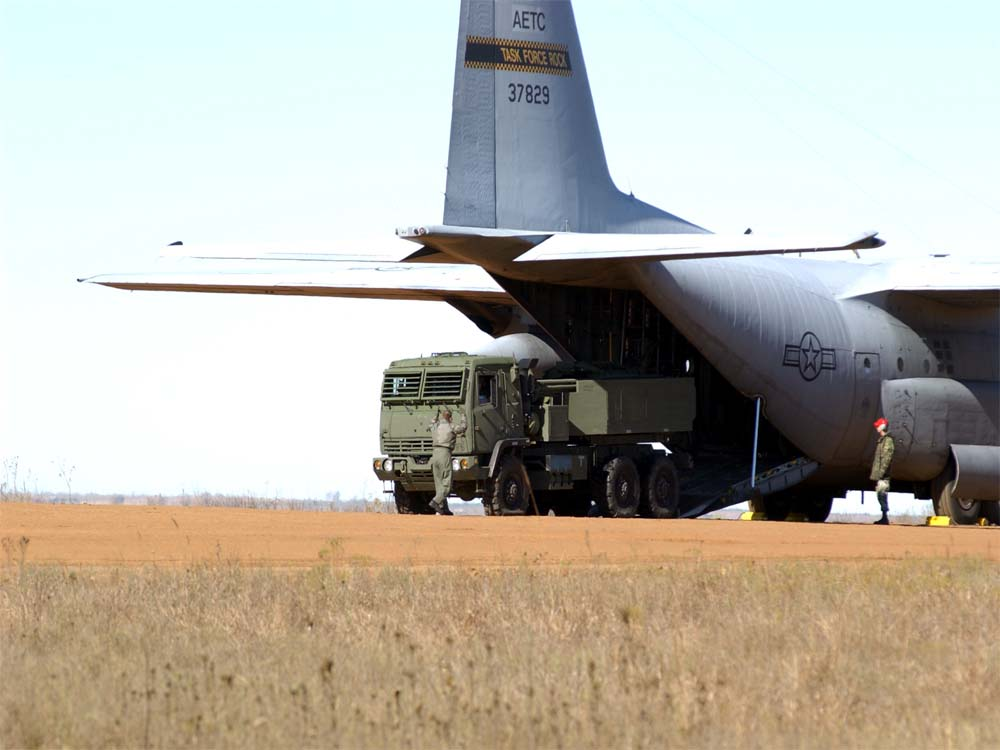
Un C-130 descargando un camión lanzamisiles HIMARS.

Se trata de un avión de ala alta, con un compartimiento de carga libre, rampa de carga trasera integral con o sin balanceo, bodega de carga totalmente presurizada que puede ser adaptada con rapidez para pasajeros, camillas o transporte de tropas. Con capacidad para despegues y aterrizajes en pistas no preparadas, el C-130 fue originalmente diseñado como avión de transporte de tropas, carga y evacuación médica. Sin embargo, su versátil estructura ha servido para gran variedad de funciones adicionales, incluyendo apoyo aéreo cercano, asalto aéreo, búsqueda y rescate, soporte a la investigación científica, reconocimiento meteorológico, reabastecimiento en vuelo, patrulla marítima y lucha contra incendios.
El Hercules puede ser empleado para el lanzamiento de paracaidistas, entrega de cargas pesadas mediante LAPES (Sistema de extracción de carga en paracaídas a baja altura), transporte de cargas, vehículos de combate, evacuación médica, ayuda humanitaria, etc. La bodega de carga tiene, en su versión normal (no la C-130H-30), 12,50 metros de longitud, 3,14 metros de anchura y 2,74 metros de altura en su punto más bajo. La versión H, la más extendida, tiene cuatro motores Allison T56 A-15 de 4910 CV de potencia que le proporcionan magníficas prestaciones en despegues cortos. En el morro llevan un indicador de posición de choque y un radar de navegación AN/APN-59.
En una misión táctica real, un C-130H puede llevar hasta 19 686 kg de carga a una distancia de 2298 kilómetros. Con una reserva de combustible de 45 minutos y haciendo aterrizajes en plena carga en 1300 metros, con 900 kg de carga puede reducirse esa distancia hasta 850 metros. En otro tipo de misiones puede llevar por ejemplo 5 vehículos Humvee o incluso 2 helicópteros AH-1 Cobra semi-desmontados.
Este es el principal avión de transporte táctico de las fuerzas aéreas de países como Argentina, Australia, Canadá, Colombia, Chile, Estados Unidos, México, Perú, Reino Unido, Uruguay y muchos más países conocedores de sus prestaciones. Es capaz de despegar y aterrizar en pistas cortas, sin acondicionar e incluso en pistas de tierra. Se usa frecuentemente como transporte de tropas y cargamento, aunque existen versiones de este avión con una gran multitud de funciones específicas, como asalto aerotransportado, reconocimiento meteorológico, aprovisionamiento de combustible, ambulancia aérea e incluso como cañonero (modelo AC-130 Spectre). En total, existen más de 40 versiones diferentes del Hercules que son usadas por más de 50 países.

## Historia operacional

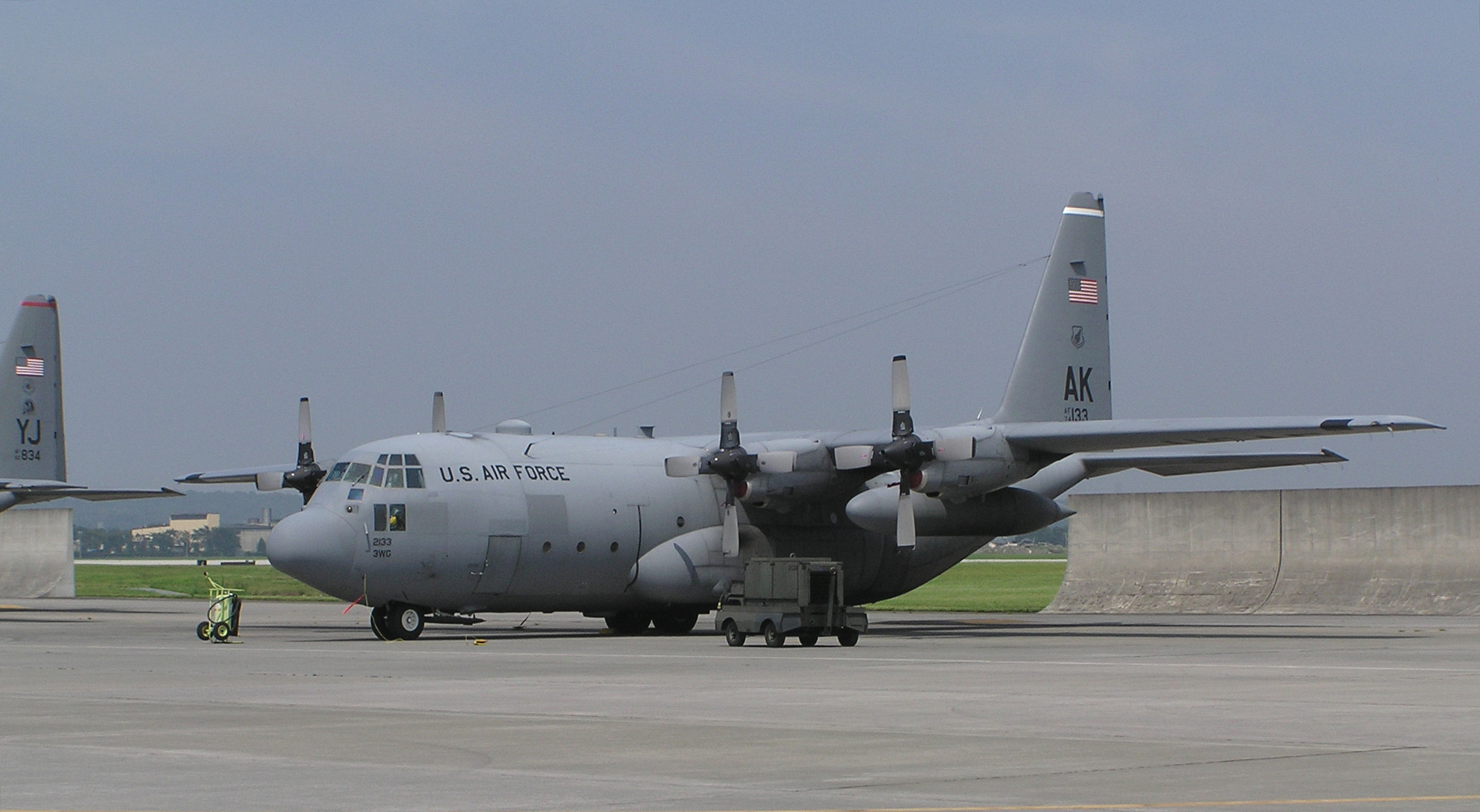
Lockheed C-130 Hercules de la Fuerza Aérea de los Estados Unidos en la base aérea de Yokota, en Japón.

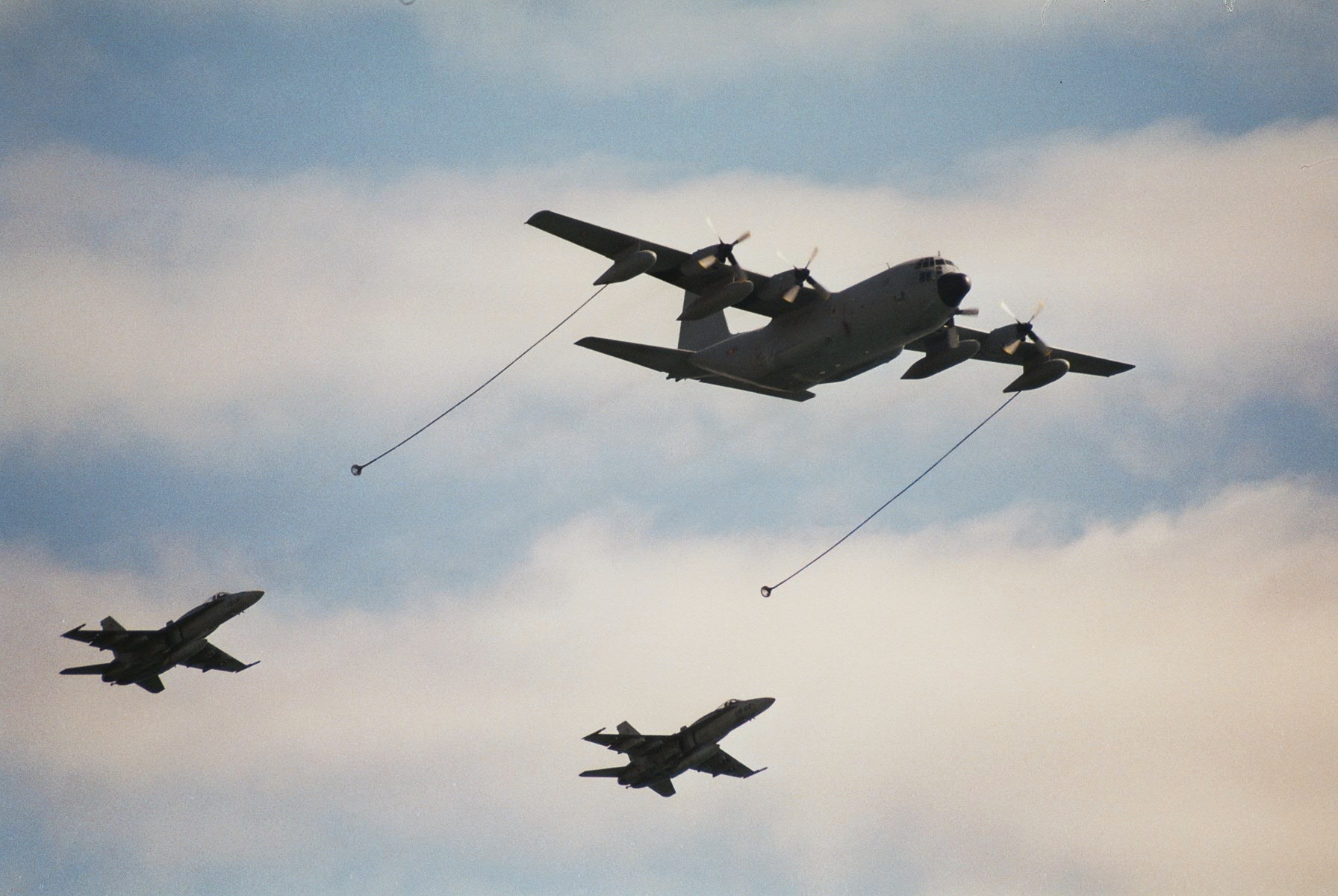
Un KC-130H del Ejército del Aire Español simulando un repostaje con dos cazas F/A-18.

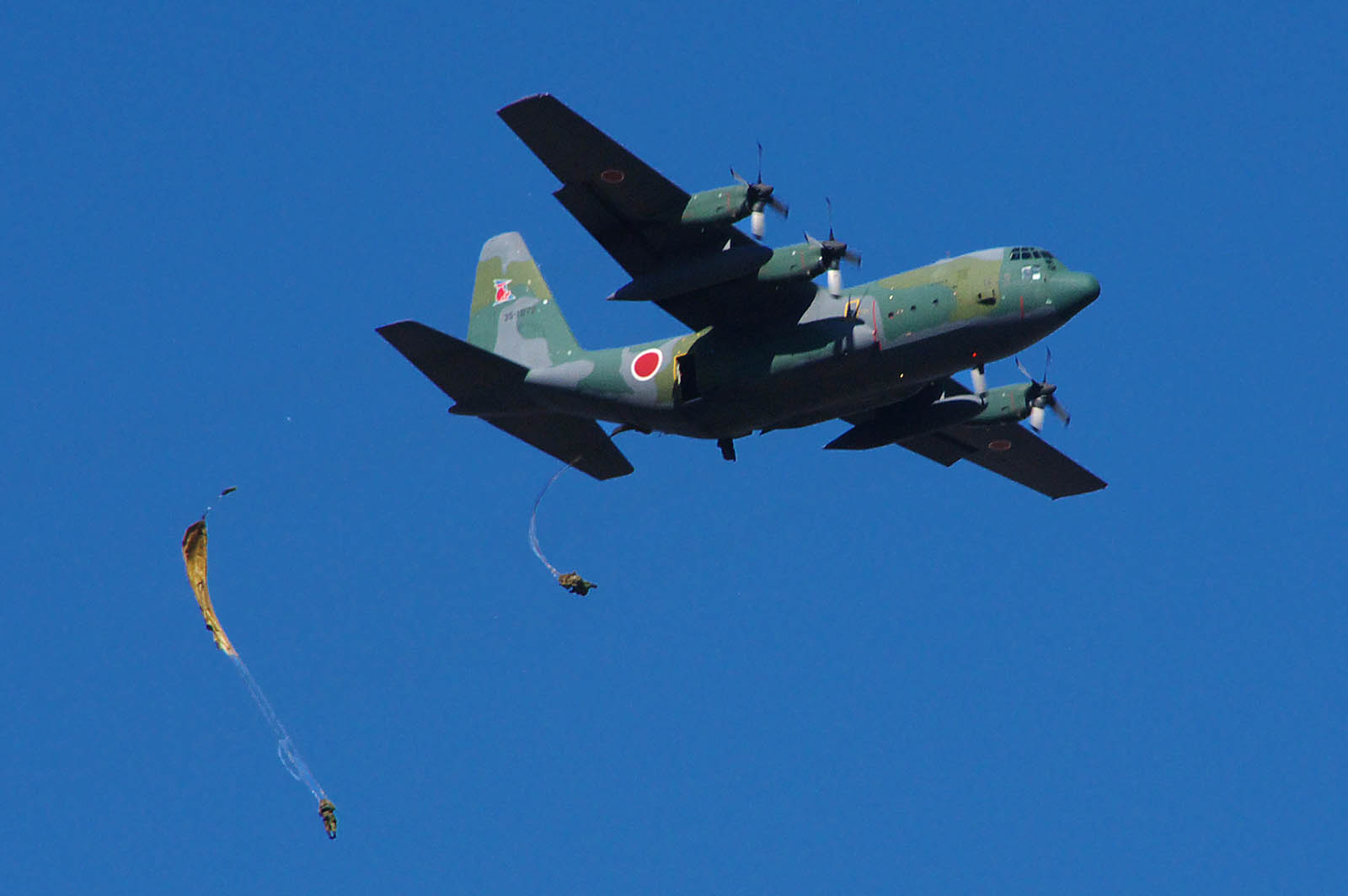
Un C-130 de la Fuerza Aérea de Autodefensa de Japón lanzando paracaidistas.

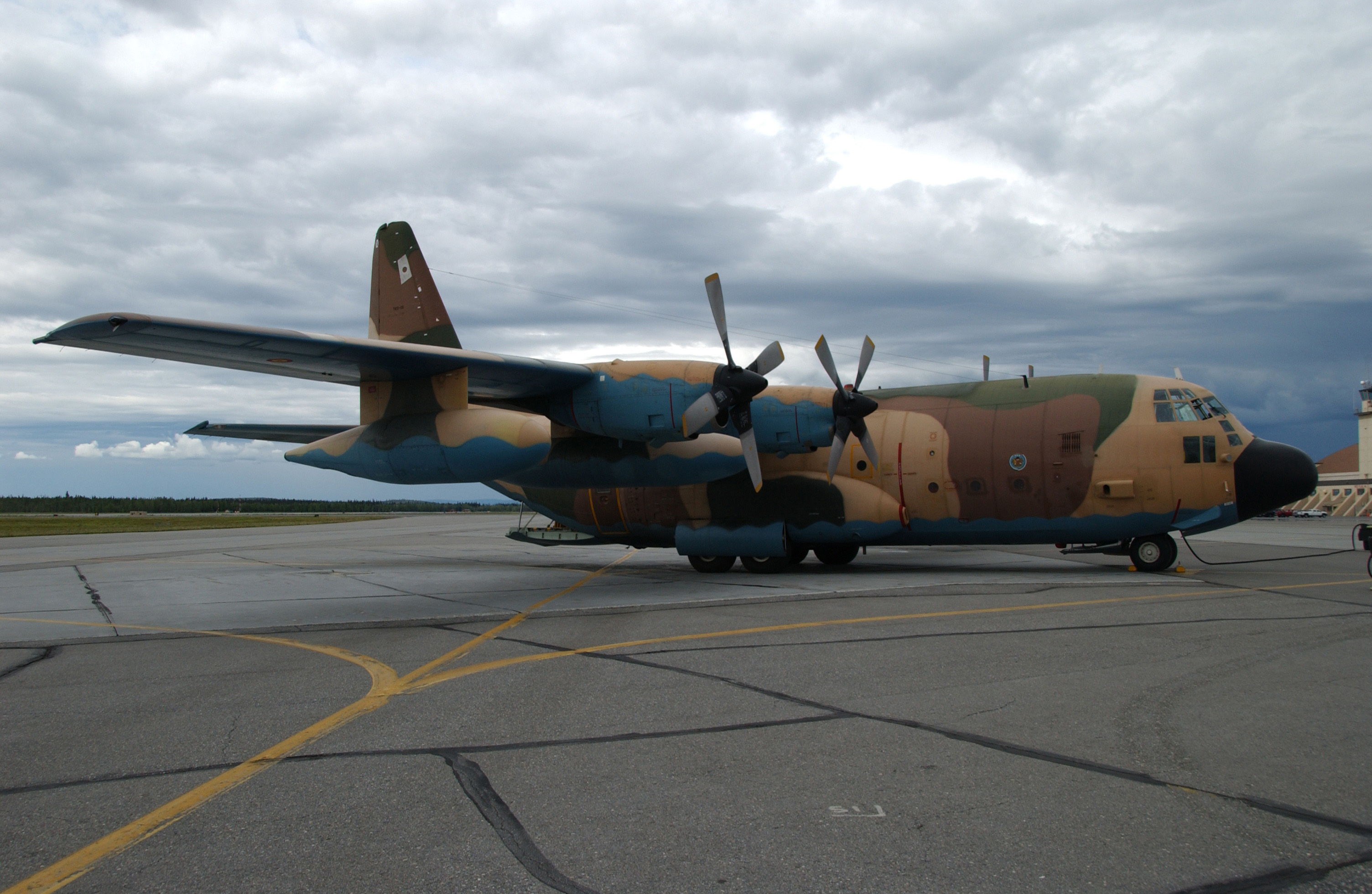
Lockheed C-130H Hercules del Ejército del Aire de España en Alaska (Estados Unidos) durante la realización de los ejercicios Red Flag 2007.

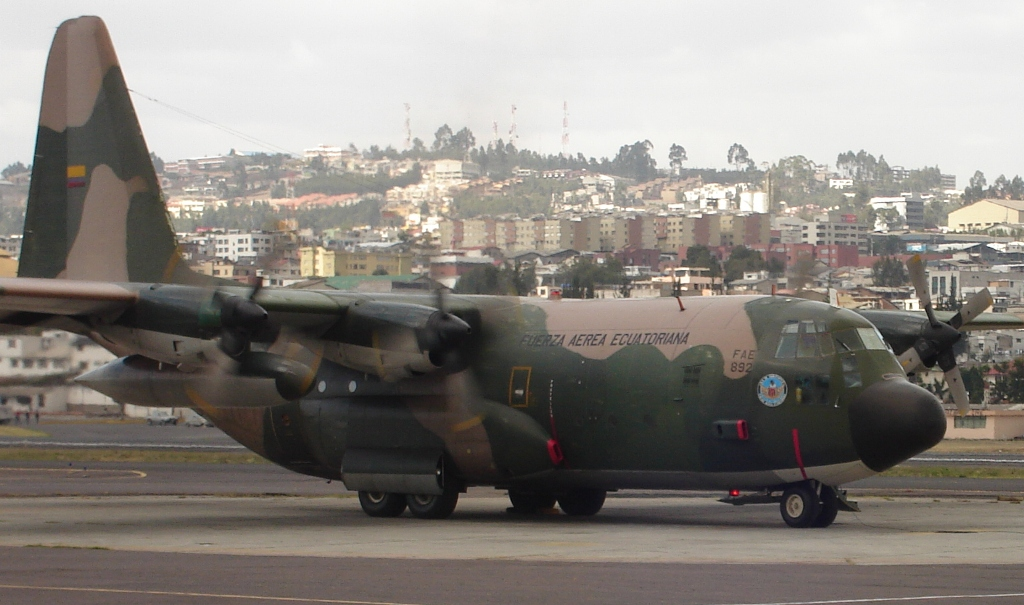
Lockheed C-130H Hercules de la Fuerza Aérea Ecuatoriana en Quito (Ecuador).

### Argentina
El Hercules, apodado «Chancha» por los argentinos, fue adquirido en 1968 por la Fuerza Aérea Argentina, incorporándose tres C-130E inicialmente, los TC-61, 62 y 63; a estos le seguirían los C-130H que llegaron entre 1971 y 1975, matriculados TC-64 a 68, luego los KC-130H TC-69 y 70 en 1979, y luego el L-100-30 TC-100 en 1982; y finalmente cinco C-130B, TC-56 a 60.
El 11 de abril de 1970, el avión matrícula TC-61, al mando del comodoro Athos Arturo Gandolfi aterrizó en la pista de tierra de la Base Marambio con sus propias ruedas, permitiendo que a partir de entonces se opere normalmente durante todo el año con aviones de gran porte, y terminando con el mito de la incomunicación invernal en la Antártida de nueve meses. El vuelo se concretó luego de tres intentos frustrados por meteorología, realizados los días 5, 9 y 10 de abril de 1970, despegando el vuelo inaugural a las 10:00 horas de la Base Aérea Militar Río Gallegos, provincia de Santa Cruz y aterrizando, utilizando la técnica «de asalto» a las 13:25 horas, regresando a las 15:20, con aterrizaje en Río Gallegos a las 19:54 horas.
El KC-130H TC-69 fue el avión que hizo el primer reabastecimiento en vuelo de la FAA, con aviones A-4C Skyhawk el 12 de junio de 1979. Abasteció a los Super Étendard de la Armada Argentina durante la guerra de las Malvinas en 1982. También un KC-130 fue el que salvó al piloto Guillermo Dellepiane cuando los depósitos de combustible del A4-B Skyhawk de este último fueron perforados por disparos británicos. Dellepiane pudo enganchar la lanza de abastecimiento con el último aliento y llegó a destino perdiendo parcialmente el combustible que le reponía la «Chancha». Nunca había entrenado la maniobra de abastecimiento en vuelo. 
Durante el conflicto de Malvinas, hubo un C-130 modificado por la Fuerza Aérea Argentina que fue homologado como bombardero.
El L-100-30 TC-100 fue incorporado por la FAA y asignado al Escuadrón I del G1TA en diciembre de 1982.
En 2016, el TC-69 fue sometido al Programa Integral de Modernización en Texas, Estados Unidos, y fue entregado a la FAA en abril del mismo año; instancia de la que también participaron técnicos de la empresa aeronáutica estatal FAdeA y en la que adquirieron los conocimientos y la experiencia requerida para replicar el programa en Argentina.
El TC-61 recibió las mismas actualizaciones que ya había recibido el TC-69, pero en FAdeA, realizadas por los técnicos argentinos entrenados en Waco, Estados Unidos, en 2016.
El TC-67 Lockheed C-130H Hercules fue reportado como el único Hércules que no estuvo activo durante la guerra de las Malvinas por encontrarse en reparaciones debido a un accidente ocurrido el día 23 de noviembre de 1981 en la Base Marambio durante el aterrizaje, produciéndose rotura del tren de nariz. Luego de ser reparado, continuó en servicio hasta accidentarse nuevamente el día 16 de mayo de 1996 debido a un despiste mientras realizaba maniobras de aterrizaje en la VI Brigada Aérea en la ciudad bonaerense de Tandil, causando un 9% de daños en la aeronave, sin víctimas. Finalmente fue dado de baja de servicio el día 31 de diciembre de 1999. Sus alas fueron vendidas a Pakistán y terminó siendo desmantelado en la ciudad de Tandil en 2005. Su fuselaje desde 2016 se encuentra en el Cenotafio de Malvinas de la ciudad de Pilar, a fin de ser acondicionado como microcine temático.

### Colombia
En servicio en Colombia desde 1968, los C-130H y C-130B han realizado misiones de transporte, comunicaciones, evacuación aeromédica, búsqueda y rescate, apagafuegos, abastecimiento en vuelo, exploración antártica y reconocimiento meteorológico.
En 1968 se compraron tres C-130B de segunda mano a la Real Fuerza Aérea Canadiense. Dos C-130B se perdieron en accidentes y fueron reemplazados por dos C-130H en 1983. Más tarde se compraron dos C-130B y un C-130H en Italia. 
Durante los años del conflicto armado se emplearon frecuentemente para el despliegue de tropas. En 2004, Estados Unidos aprobó la venta de hasta cuatro C-130E, pero Colombia no se interesó en la oferta. En 2018, la Fuerza Aérea de Colombia compró a Estados Unidos tres C-130H de segunda mano, para así poder retirar los C-130B que opera.

### España
En 1972 se decidió comprar los C-130H Hercules ante la degradación de la situación en Sahara. El primer C-130H llegó a España el 18 de diciembre de 1973, y el siguiente año se compraron otros tres C-130H, que serían entregados en 1976. En el Ejército del Aire se le dio al avión la denominación de T.10. Los Hercules eran los aviones de transporte con mayor capacidad de carga y velocidad con que contaba Ejército del Aire en aquel momento. En enero de 1976 se compraron tres KC-130H (TK.10 en nomenclatura española).
A finales de 1979, dos C-130H adicionales llegaron a España. En 1980 se incorporaron tres KC-130H y un C-130H adicionales. El avión T.10-01 se estrelló en Gran Canaria el 28 de mayo de 1980, falleciendo toda su tripulación. Se incorporó un C-130H-30 (TL.10) para reemplazar el C-130 perdido. Hasta finales de 2020 el Ala 31 operó con seis transportes C-130H y un C-130H-30 (encuadrados en el 311 Escuadrón) junto a cinco aviones cisterna KC-130H (312 Escuadrón).
El C-130 ha sido la columna vertebral del Mando de Transporte gracias a su gran capacidad para despegues y tomas de tierra en cortos espacios de terreno sin preparar, portando grandes volúmenes de personal y material bélico. Su misión no solo se circunscribe a actuar de apoyo a los despliegues de las Unidades Aéreas y cooperación con los Ejércitos de Tierra y Armada, sino que participa en numerosas misiones humanitarias.
A principios del siglo XXI finalizó un programa de modernización que permitió prolongar su vida operativa hasta ser reemplazado por el A400M, y que supuso la renovación de los equipos de aviónica, comunicaciones, autoprotección, combustible y cisterna de reabastecimiento, piloto automático digital y GPS. Las últimas seis unidades fueron vendidas en diciembre de 2020 a Uruguay y Perú respectivamente, poniendo punto final a más de cuarenta años de uso del C-130 en España.

### Sudáfrica
Las Fuerzas de Defensa de Sudáfrica (SADF) compraron en 1963 siete aviones C-130BZ, mucho antes del embargo, y estos fueron asignados a la base de Bloemspruit donde operaba el Escuadrón 28.
Los aviones C-130 de la SADF se emplearon activamente para apoyar las operaciones surafricanas en Angola desde 1975 hasta el final de la guerra. Mediante vuelos nocturnos a baja altura, abastecían a las incursiones aterrizando en pistas improvisadas. Las últimas ofensivas no hubieran sido posibles sin los C-130 aterrizando en el aeródromo de Mavinga por la noche, transportando obuses G5 y su munición. 
Asimismo, la Agencia Central de Inteligencia (CIA) destacó varios aviones C-130 para abastecer a las tropas de UNITA. El 3 de abril de 1986, un MiG-21 cubano interceptó de noche a dos C-130 de la CIA cerca de la frontera con Zaire. Uno de los Hercules fue derribado y el segundo logró huir con averías.

### En portaaviones
La Armada de los Estados Unidos experimentó con el aterrizaje de un Lockheed C-130 Hercules real en un portaaviones para ofrecer una opción de vuelo para misiones de reabastecimiento pesadas en el mar. Estaba claro que los aviones en los que se confiaba para este papel, como el Grumman C-1 Trader, simplemente no podían entregar algunas de las piezas o equipos más pesados que un portaaviones realmente podría necesitar. El 3 de octubre de 1963, se eligió el USS Forestall para recibir un C-130, a unas 500 millas de la costa atlántica de Estados Unidos, cerca de Boston. Las aguas estaban revueltas, afectando el cabeceo de la cubierta, y el piloto James H. Flatley III se enfrentó a vientos de 40 nudos mientras se acercaba al portaaviones, logrando su objetivo sin utilizar los ganchos habituales en estas operaciones. Flatney nunca antes había volado un cuatrimotor, pero ejecutó con éxito 29 aterrizajes con paradas y salidas en el portaaviones, demostrando que los C-130 de Lockheed eran completamente capaces de realizar estas tareas.

## Variantes

### Versiones de transporte táctico

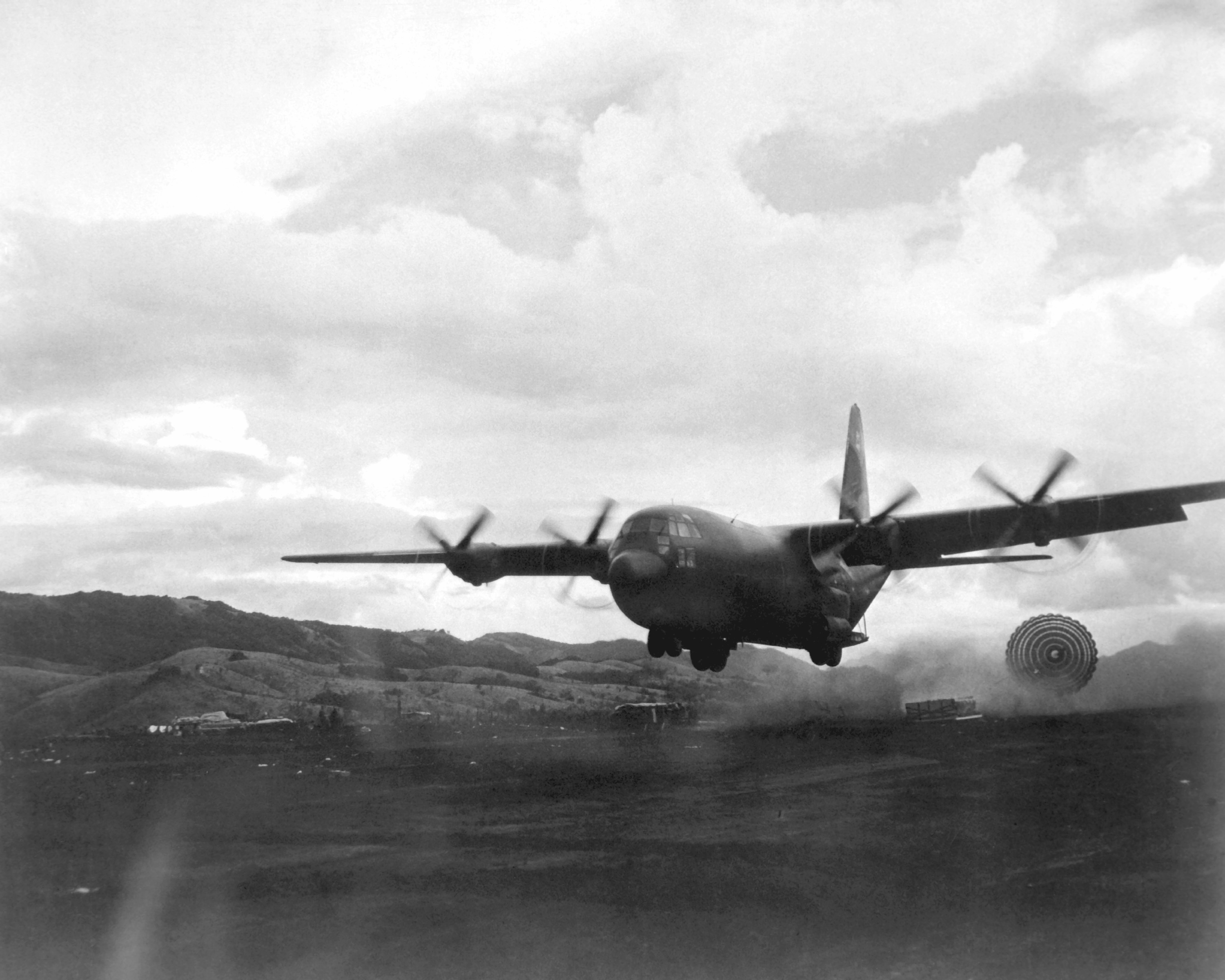
Un C-130B de la USAF realizando una entrega aérea tipo LAPES en 1967 durante la guerra de Vietnam.

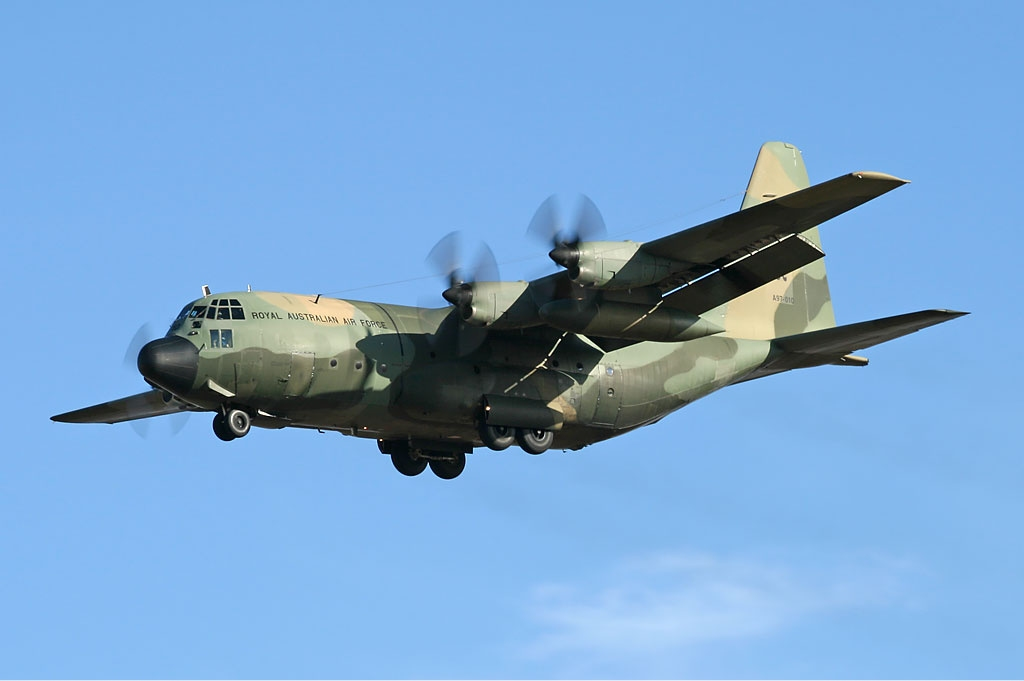
Un C-130H de la Real Fuerza Aérea Australiana.

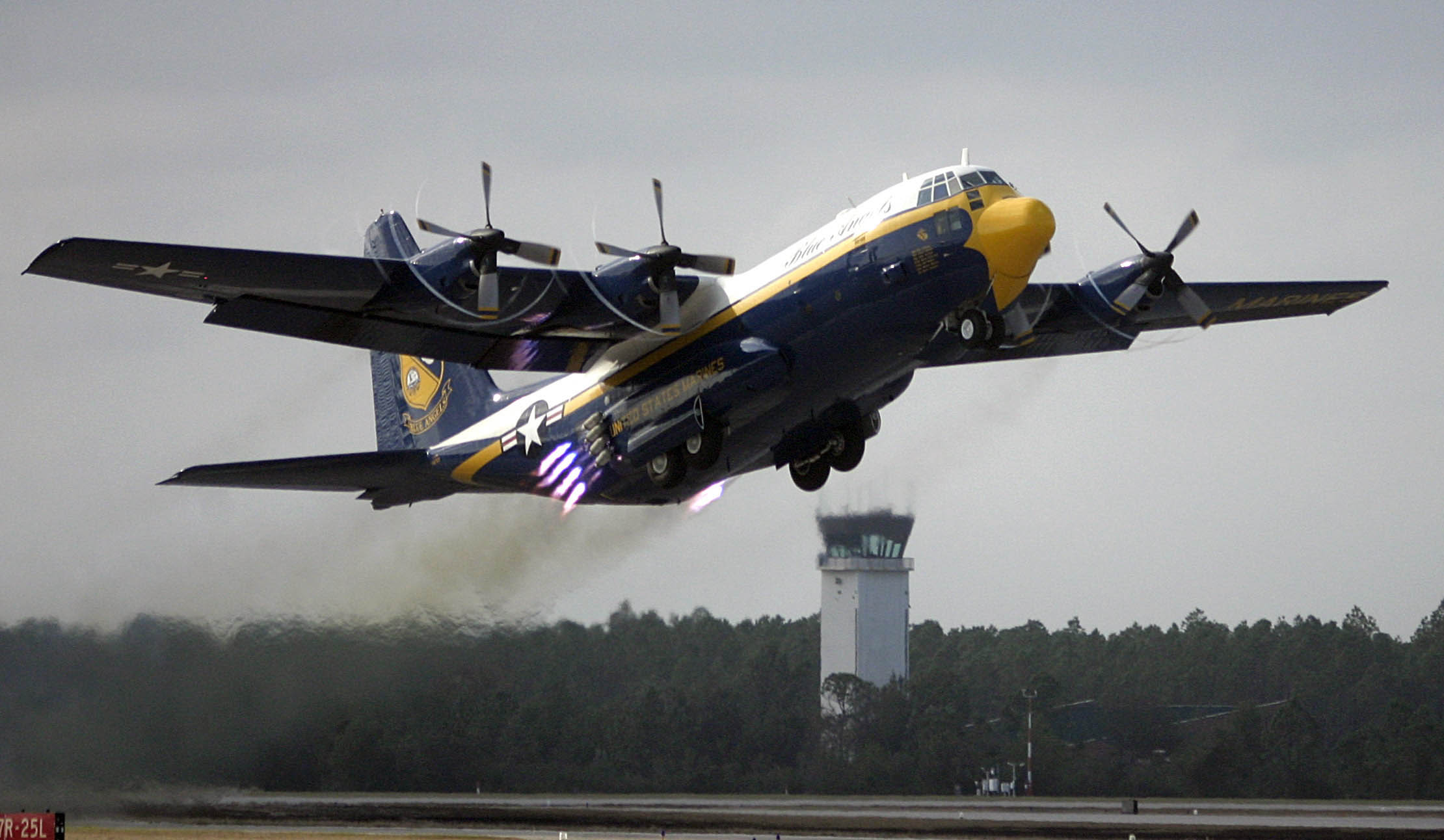
El Fat Albert de los Blue Angels en un despegue asistido por cohetes.

C-130A
La primera versión de fábrica fue la C-130A, con la que se equipó la Fuerza Aérea de los Estados Unidos. Esta versión no montaba inicialmente el morro de “pinocho” que llevaron todas las versiones a partir del C-130B y que llevaba equipos de aviónica. Del C-130A solo quedan las unidades de Chad, Bolivia, Honduras, México y Perú, aunque profundamente modificadas a estándares posteriores.
C-130B
El C-130B fue un desarrollo del C-130A, que aparte de llevar el morro característico, recibió mejoras en los motores e introdujo una hélice de 4 palas Hamilton Standard 54H60-91 de 4,17 m de diámetro de giro. La versión B no lleva soportes externos para combustible y tiene mayor radio de alcance y autonomía que otras variantes con mayor peso y resistencia aerodinámica. Los usuarios de esta versión son Bolivia, Argentina, Chile, Colombia, Ecuador, Filipinas, Grecia, Indonesia, Pakistán, Jordania, Sudáfrica y Uruguay.
C-130D/D-6
Versiones equipadas con esquís para operar sobre hielo o nieve, utilizadas por la Fuerza Aérea y la Guardia Nacional Aérea de los Estados Unidos.
C-130F
La Armada de los Estados Unidos usó la versión C-130B con algunas variantes y la que denominó C-130F.
C-130E
En 1961, la producción de Hercules cambió a la variante C-130E, que se convirtió en estándar para la USAF; esta versión introdujo motores Allison T56-A7 de 4050 shp para mejorar el rendimiento en despegues y aumentaba el peso máximo a despegue de 56 t a 79 t, para lo que se reforzaron los largueros del ala. Además, el C-130E añadió depósitos externos de combustible bajo las alas, además de una cabina más moderna y nuevos sistemas de navegación. La USAF, la Guardia Aérea Nacional y la Reserva Aérea son usuarios del C-130E, aunque con equipos de la versión posterior C-130H. También son usuarios de esta versión Arabia Saudita, Australia, Brasil, Canadá, Israel, Kuwait y Pakistán. Los aviones de esta versión para la Real Fuerza Aérea Canadiense fueron denominados CC-130E. A partir del C-130E se creó una versión civil denominada Lockheed L-100 Hercules.
C-130G
Evolución de la E según los estándares de la Armada de los Estados Unidos.
C-130H
La versión básica de exportación fue la C-130H, que voló por primera vez en marzo de 1965, estando propulsada por motores mejorados T56-A15 y un nuevo conjunto de aviónica. Además, se le mejoraron los frenos para operar en aterrizajes más cortos. A partir de esta versión han sido desarrollados múltiples sub-variantes, por ejemplo dos C-130H marroquíes emplean radares de apertura sintética (SLAR), Arabia Saudita ha convertido uno en avión-hospital, y hay versiones de patrullaje marítimo para Indonesia y Malasia. La variante H sirve en la USAF (que la adoptó en 1975 para sustituir a otros Hercules), Arabia Saudita, Argelia, Argentina, Australia, Bélgica, Bolivia, Brasil, Camerún, Canadá, Chad, Chile (Los días 19 de mayo y 7 de junio de 1972 fueron adquiridos los dos primeros aviones por la Fuerza Aérea de Chile a la Empresa Lockheed GA Company), Corea del Sur, Colombia, Dinamarca, Ecuador, Egipto, Emiratos Árabes, España, Filipinas, Francia, India, Indonesia, Irán, Israel, Italia, Japón, Jordania, Libia, Malasia, Marruecos, Níger, Nigeria, Nueva Zelanda, Noruega, Omán, Países Bajos, Portugal, Sudán, Suecia, Singapur, Tailandia, Taiwán, Túnez y Venezuela. Muchos de ellos son C-130H-30, que son un C-130H básico, pero con fuselaje alargado. Los aviones de esta versión para la Real Fuerza Aérea Canadiense fueron denominados CC-130H.
C-130K
La versión C-130K es una modificación de la C-130H con equipos autóctonos para la RAF, donde son designados Hercules C.1/W.2/C.3 (los C-130J en la RAF son designados Hercules C.4 y Hercules C.5).
C-130T
Este es un avión que utiliza el Cuerpo de Marines para dar apoyo a la patrulla acrobática Blue Angels de la Armada, es apodado Fat Albert y participa en las exhibiciones con un espectacular despegue asistido por cohetes.
C-130J Super Hercules
La puesta al día del Hercules llegó con la variante C-130J, con una disposición de cuatro turbohélices compuestos de seis palas. La cabina está totalmente actualizada con cuatro pantallas de cristal líquido. Además se vuelve a las alas rectas del C-130B. El objetivo de esta versión es competir con el A400M en la sustitución de gran parte de los Hercules en servicio, además de introducirse en el mercado de Europa del Este. De momento, Estados Unidos, Reino Unido, Australia y Canadá son algunos de sus compradores. También se fabrica la versión con fuselaje alargado C-130J-30. Los aviones de esta versión para la Real Fuerza Aérea Canadiense fueron denominados CC-130J.

### Otras variantes

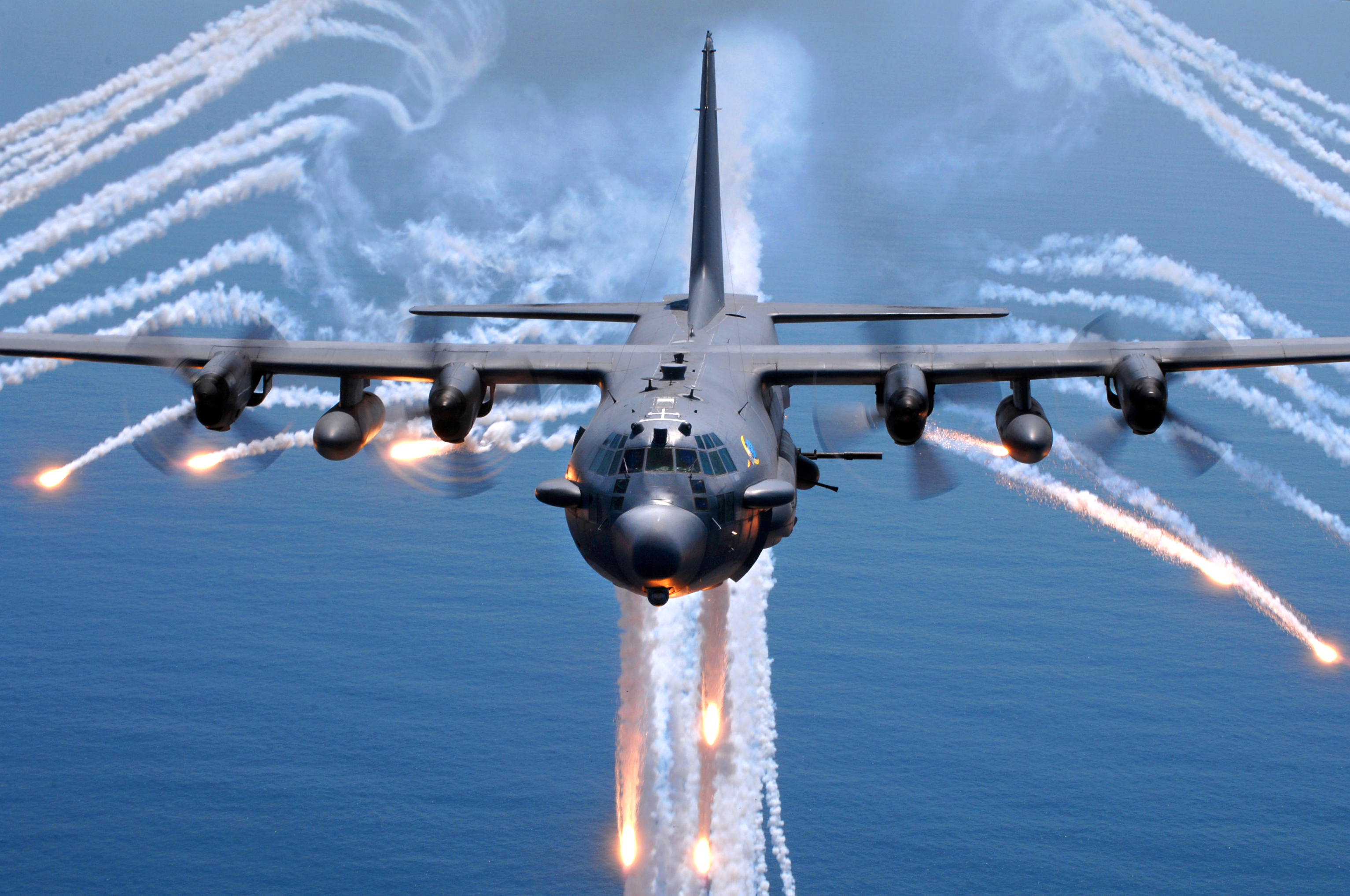
Un avión artillado AC-130H Spectre lanzando bengalas, esta versión está armada con un cañón automático Bofors de 40 mm L/60 y un obús M102 de 105 mm.

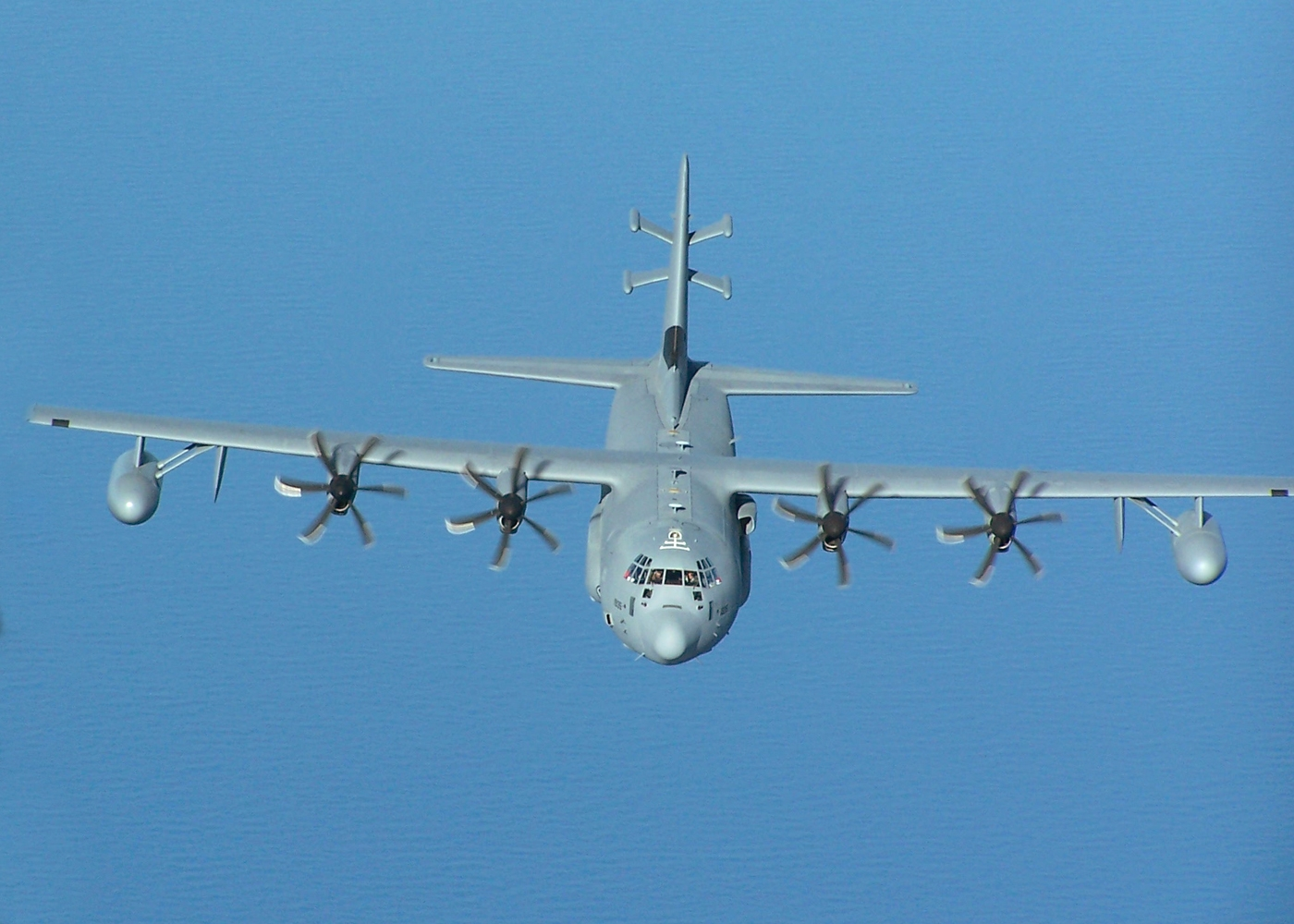
Un avión de operaciones psicológicas EC-130J Commando Solo con sus distintivas antenas en la cola.

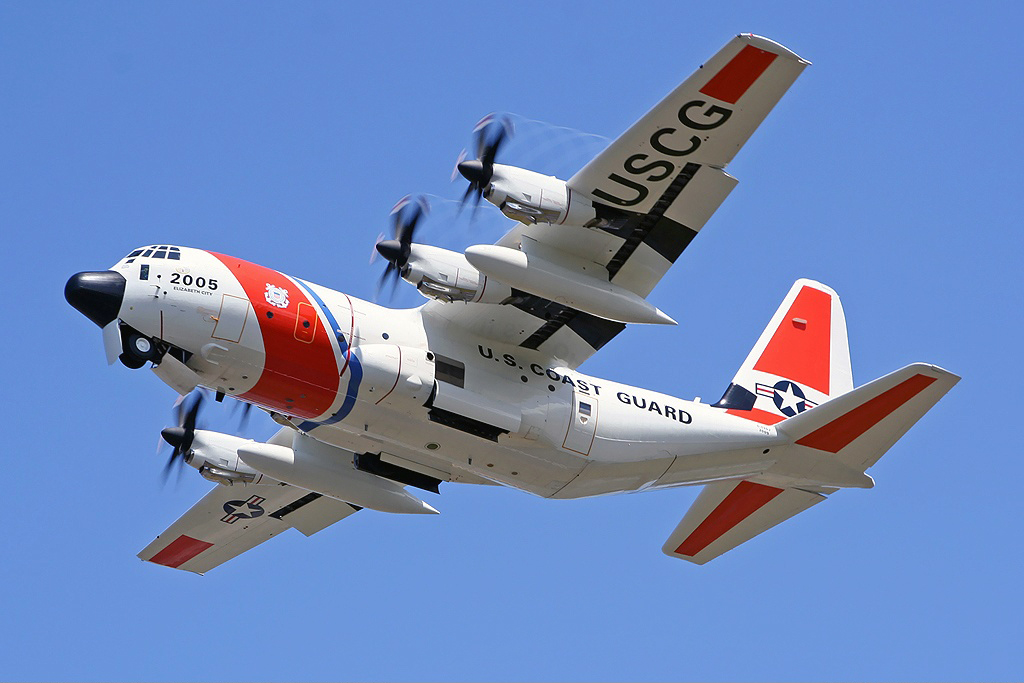
Un avión de búsqueda y rescate HC-130J de la Guardia Costera de los Estados Unidos.

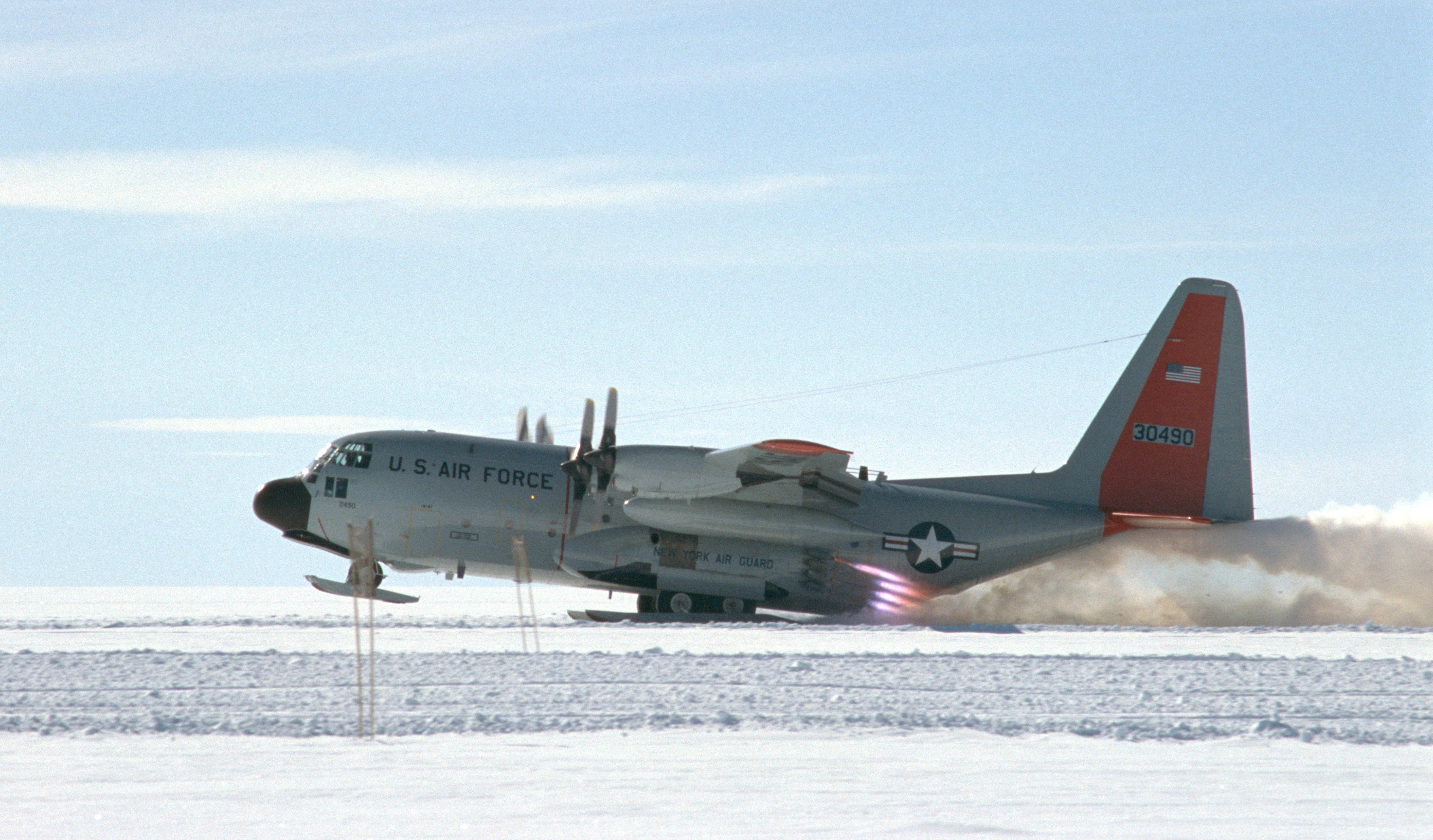
Un LC-130 realizando un despegue asistido por cohetes sobre una superficie nevada.

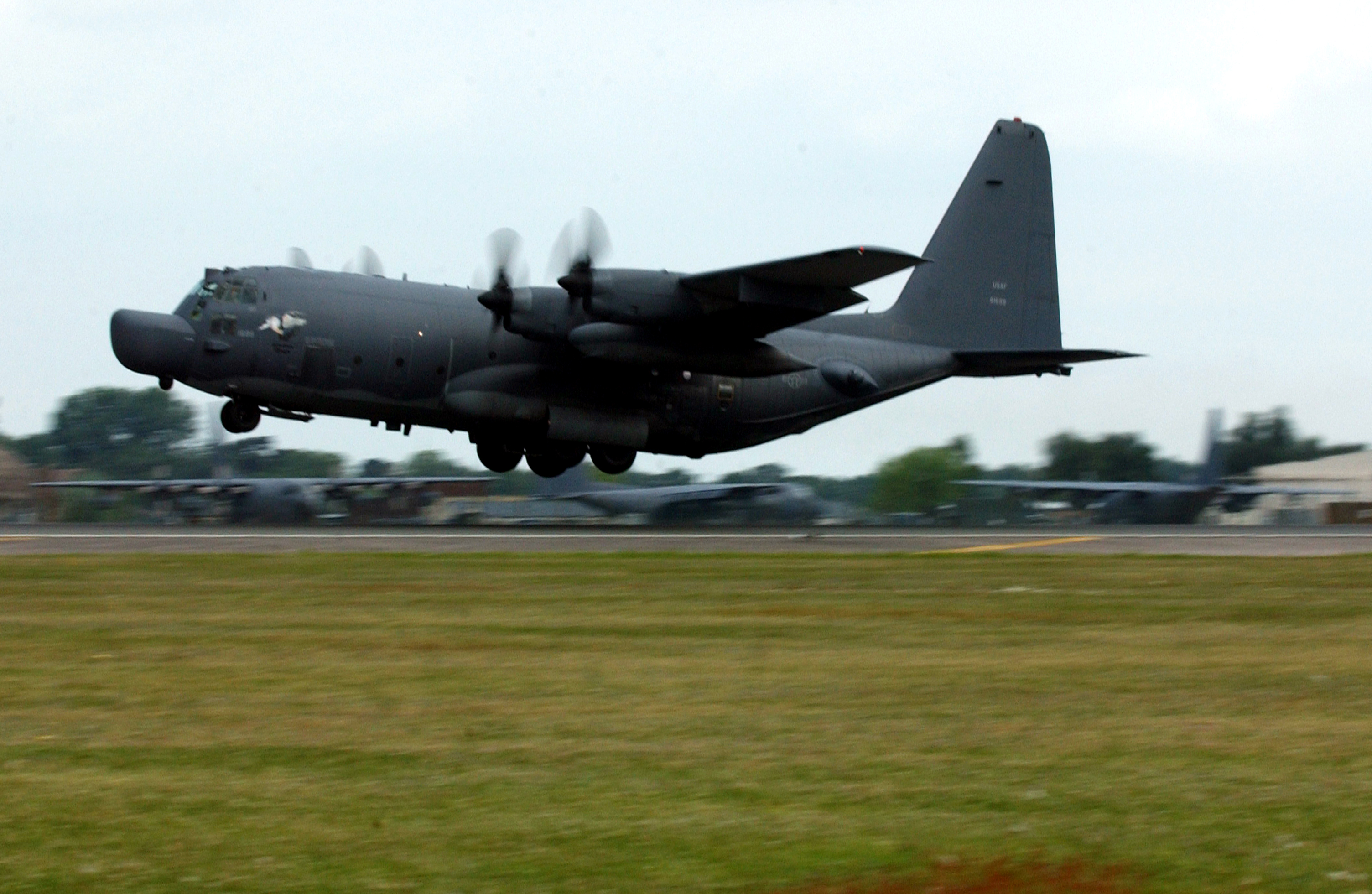
Un avión de apoyo a operaciones especiales MC-130H Combat Talon II con su distintivo radomo frontal.

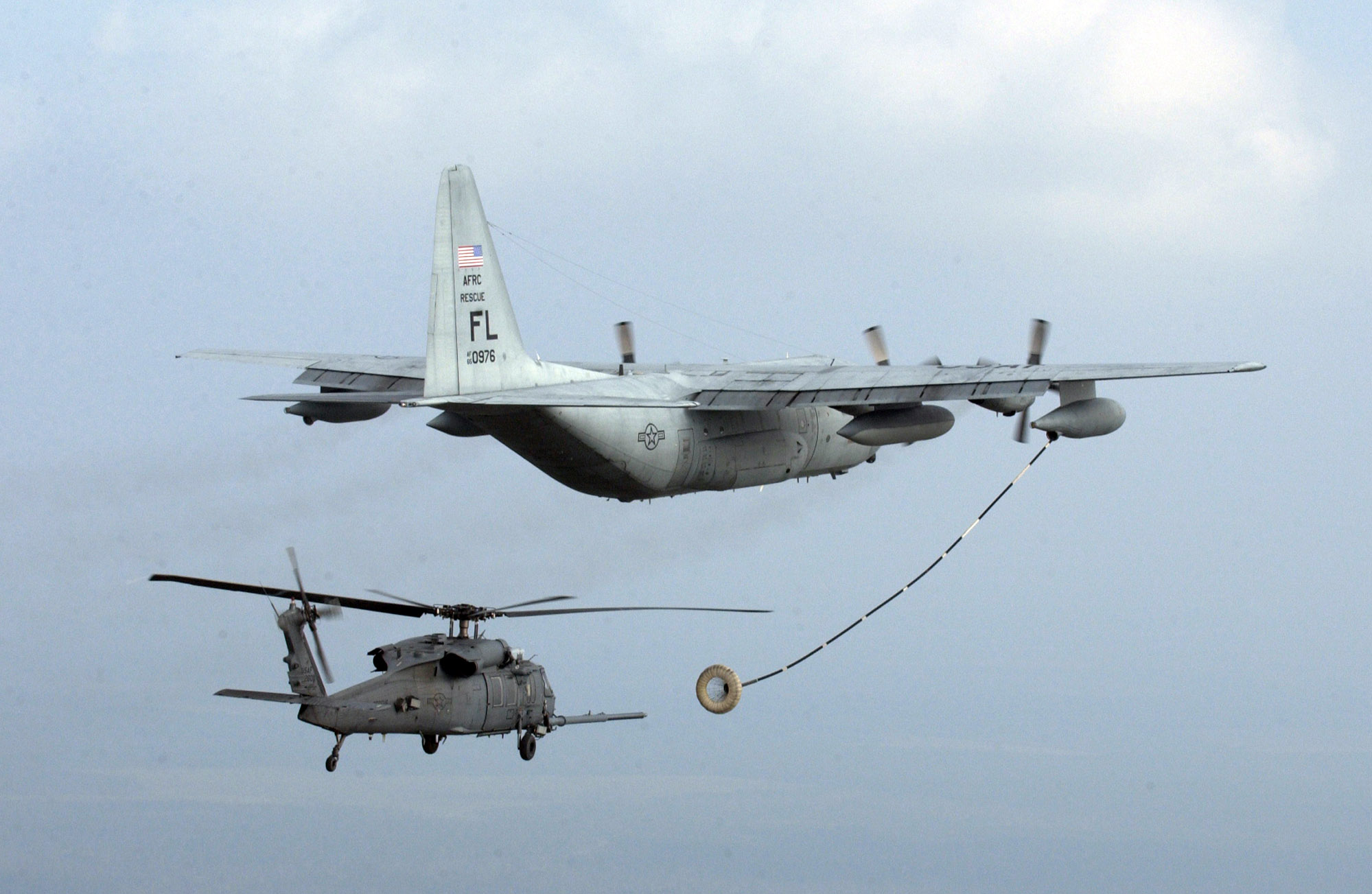
Un avión de búsqueda y rescate de combate HC-130P Combat King reabasteciendo en vuelo a un helicóptero HH-60G Pave Hawk.

Aparte de las múltiples versiones de transporte, la flexibilidad de la plataforma del Hercules y su relativamente bajo coste de mantenimiento lo hacen ideal para cumplir otros tipos de misiones dentro de las Fuerzas Armadas de los Estados Unidos.
AC-130
Las versiones AC-130 son aviones de ataque a tierra equipados con artillería pesada, incluyendo ametralladoras rotativas Minigun de 7,62 mm, cañones automáticos de 20 o 40 mm y hasta obuses de 105 mm, en distintas combinaciones dependiendo del modelo. Estos aviones artillados son utilizados por la Fuerza Aérea de los Estados Unidos desde la guerra de Vietnam para proporcionar apoyo aéreo cercano e interdicción aérea. Las versiones del AC-130 son: AC-130A Spectre (proyectos Gunship II, Surprise Package, Pave Pronto), AC-130E Spectre (Pave Spectre, Pave Aegis), AC-130H Spectre, AC-130U Spooky II y AC-130J.
DC-130
Versiones utilizadas por la Fuerza Aérea y la Armada de los Estados Unidos para lanzar y controlar aviones no tripulados. Pueden portar cuatro Ryan Firebee bajo las alas. Las versiones de este tipo son: DC-130A y DC-130E.
EC-130
Las versiones EC-130 son modificaciones del C-130 usadas por la Fuerza Aérea y la Guardia Nacional Aérea de los Estados Unidos para llevar a cabo operaciones psicológicas (PSYOPS) y misiones de difusión civil en las bandas estándar AM, FM, HF, TV y bandas de comunicación militares, como puesto de mando aerotransportado o como plataforma de interferencia de comunicaciones. Las versiones del EC-130 son: EC-130E ABCCC, EC-130E Commando Solo, EC-130E Rivet Rider, EC-130G, EC-130H Compass Call, EC-130J Commando Solo III, EC-130Q y EC-130V.
GC-130
Versión que está permanentemente en tierra para exhibiciones estáticas.
HC-130
Los HC-130 son una serie de versiones de largo alcance del C-130, preparadas para realizar operaciones de búsqueda y rescate (SAR) y búsqueda y rescate de combate (CSAR) utilizadas por la Fuerza Aérea y la Guardia Costera de los Estados Unidos, también pueden realizar reabastecimiento en vuelo a otras aeronaves de búsqueda y rescate. Las versiones del HC-130 son: HC-130B (antes SC-130B), HC-130E, HC-130H, HC-130P Combat King, HC-130N Combat King, HC-130J y HC-130J Combat King II.
JC-130
Conversión temporal para operaciones de prueba en vuelo.
KC-130
Los KC-130 son aviones cisterna derivados de distintas versiones del C-130 Hercules que proporcionan una plataforma económica de reabastecimiento en vuelo. La ventaja del KC-130 es que se le pueden desmontar los depósitos de combustible para convertirlo de nuevo en un avión de transporte. Entró en servicio en la Armada y el Cuerpo de Marines de los Estados Unidos y también fue exportado a las fuerzas aéreas de casi una docena de países (Arabia Saudita, Argentina, Brasil, Canadá, Chile, España, Indonesia, Israel, Italia, Kuwait, Marruecos y Singapur). Las distintas versiones del KC-130 son: KC-130B, KC-130F, KC-130H, KC-130R, KC-130T y KC-130J.
LC-130
Los LC-130 son Hercules de carga con esquís para hielo adaptados en el tren de aterrizaje con el fin de prestar apoyo a bases árticas y antárticas estadounidenses, y los opera tanto la USAF como la Armada de los Estados Unidos, y están basados en la base NAS Point Mugu. Las versiones del LC-130 son LC-130F, LC-130H y LC-130R.
MC-130
Los MC-130 son versiones de misiones especiales desarrolladas especialmente para el Mando de Operaciones Especiales de la Fuerza Aérea de los Estados Unidos, incluyen numerosas modificaciones con respeto al C-130 original, sobre todo en sistemas electrónicos y de aviónica. Sus misiones son la infiltración, exfiltración, y reabastecimiento de fuerzas de operaciones especiales, apoyo a operaciones psicológicas, y reabastecimiento en vuelo de (principalmente) helicópteros y convertiplanos de operaciones especiales. Entre los miembros de la familia MC-130 se incluyen los: MC-130E Combat Talon I, MC-130H Combat Talon II, MC-130W Combat/Dragon Spear, MC-130P Combat Shadow y MC-130J Commando II. El primero de estos aviones fue desarrollado para apoyar misiones de operaciones especiales clandestinas durante la guerra de Vietnam.
NC-130
Conversión permanente para operaciones de prueba en vuelo.
PC-130
Avión de patrulla marítima.
RC-130
Versión de reconocimiento de la que solo fue creado un ejemplar para la Fuerza Aérea Imperial Iraní.
SC-130
Designación inicial para la versión de búsqueda y rescate, posteriormente renombrada como HC-130.
TC-130
Versión de entrenamiento de tripulaciones.
VC-130
Versión de transporte VIP.
WC-130
Versión de reconocimiento meteorológico operada por la Fuerza Aérea de los Estados Unidos en apoyo del Centro Nacional de Huracanes del Servicio Meteorológico Nacional y de la Administración Nacional Oceánica y Atmosférica. Las versiones de este tipo son: WC-130A, WC-130B, WC-130E, WC-130H y WC-130J.
YMC-130H
Versión modificada para ser empleada en el rescate de rehenes en Irán en 1980.

### LosHerculesbombarderos
Ocasionalmente, alguno de los operadores ha convertido aviones C-130 para realizar misiones de bombardeo.
Este fue el caso de Pakistán en la guerra de 1965 con India. Varios C-130A y C-130B del 6th Squadron sirvieron como bombarderos improvisados para suplir la falta de recursos de la Fuerza Aérea, y se emplearon en unas 21 misiones para atacar objetivos en India. Estos bombarderos podían lanzar hasta 9000 kg de bombas por la rampa de carga y evidentemente las misiones se realizaron durante la noche. Contra lo que se pueda creer, en 1965 algunas de las misiones, realizadas contra posiciones de la artillería del ejército indio, fueron según los pakistaníes muy exitosas. Que los C-130 bombarderos cumplieron su misión lo demuestra que en la guerra de 1971, Pakistán volvió a realizar esta misma conversión y que India copió la idea con algunos transportes Antonov An-12.
Esta idea se siguió también en Argentina ante las exigencias de la guerra de 1982 y la falta de recursos. Uno de los C-130H argentinos, el Tango Charlie 68 o TC-68, fue acondicionado en Córdoba para realizar misiones de bombardeo y patrulla marítima. En cada ala, en el espacio entre los dos motores, se retiró el tanque de combustible y se colocaron seis bombas de 250 kilos. El depósito auxiliar de combustible de cada ala se colocó en el compartimento de carga y se agregaron otros dos depósitos auxiliares adicionales, lográndose una autonomía de vuelo de 19 horas. El 29 de mayo atacó al buque British Wye. Dos días después, el avión voló sobre el buque RFA Fort Grange, pero la niebla espesa impidió localizarlo. El 1 de junio, el TC-68 avistó al HMS Glasgow y el 8 bombardeó al petrolero VLCC Hércules, con bandera de Liberia.

## Operadores

Operadores militares del C-130.
Operadores actuales del C-130.
Operadores anteriores del C-130.
Países que no operan el C-130.

## Apariciones en los medios
- Puede verse un C-130 en la película 007: Alta tensión, la decimoquinta película de James Bond, en el papel de un avión militar soviético operando en una base militar de Afganistán, pintado de camuflaje para el desierto. También puede verse un C-130 en la película The mummy
- Hace aparición en algunas películas de Transformers.
- En el videojuego "Warface", se puede ver un C-130J estacionado en la operación especial "Blackwood".
- Se puede ver a un par de C-130 en la película Terminator Salvation estacionados en una base aérea.
- En la película Independence Day, pueden verse dos C-130 estacionados.
- En la película Francotirador, un C-130 es el responsable de repatriar los restos de unos soldados estadounidenses.

## Especificaciones (C-130H)
Referencia datos: USAF C-130 Hercules fact sheet, International Directory of Military Aircraft, Complete Encyclopedia of World Aircraft, Encyclopedia of Modern Military Aircraft

### Características generales
- Tripulación: Cinco (dos pilotos, un navegante, un ingeniero de vuelo y un jefe de carga)
- Capacidad: 

  - Transporte de tropas: 92 soldados o 64 paracaidistas
  - Evacuación médica: 74 camillas y 2 sanitarios
  - Transporte de carga: 6 palets
  - Transporte de vehículos: 2-3 vehículos Humvee o 1 transporte blindado M113
- Carga: 20 000 kg (44 080 lb) mixta
- Longitud: 29,8 m (97,8 ft)
- Envergadura: 40,4 m (132,5 ft)
- Altura: 11,6 m (38,1 ft)
- Superficie alar: 162,1 m² (1744,9 ft²)
- Peso vacío: 34 400 kg (75 817,6 lb)
- Peso útil: 33 000 kg (72 732 lb)
- Peso máximo al despegue: 70 300 kg (154 941,2 lb)
- Planta motriz: 4× turbohélices Allison T56-A-15.
  - Potencia: 3430 kW (4729 HP; 4664 CV) cada uno.
- Hélices: 1× cuatripala Hamilton-Standard 54H60-91 por motor.
- Diámetro de la hélice: 4,17 mPerfil del C-130H.

### Rendimiento
- Velocidad máxima operativa (Vno): 592 km/h (368 MPH; 320 kt) a 6060 m de altura
- Velocidad crucero (Vc): 540 km/h (336 MPH; 292 kt)
- Alcance: 3800 km (2052 nmi; 2361 mi)
- Techo de vuelo: 10 058 m (32 999 ft) vacío; 7010 m (23 000 ft) con 19 t de carga
- Régimen de ascenso: 9,3 m/s (1831 ft/min)
- Distancia de despegue: 1093 m con 70 300 kg de peso bruto, 427 m con 36 300 kg de peso bruto[26]

### Aviónica
- Radar meteorológico y de navegación Westinghouse Electric AN/APN-241

## Aeronaves relacionadas

### Desarrollos relacionados

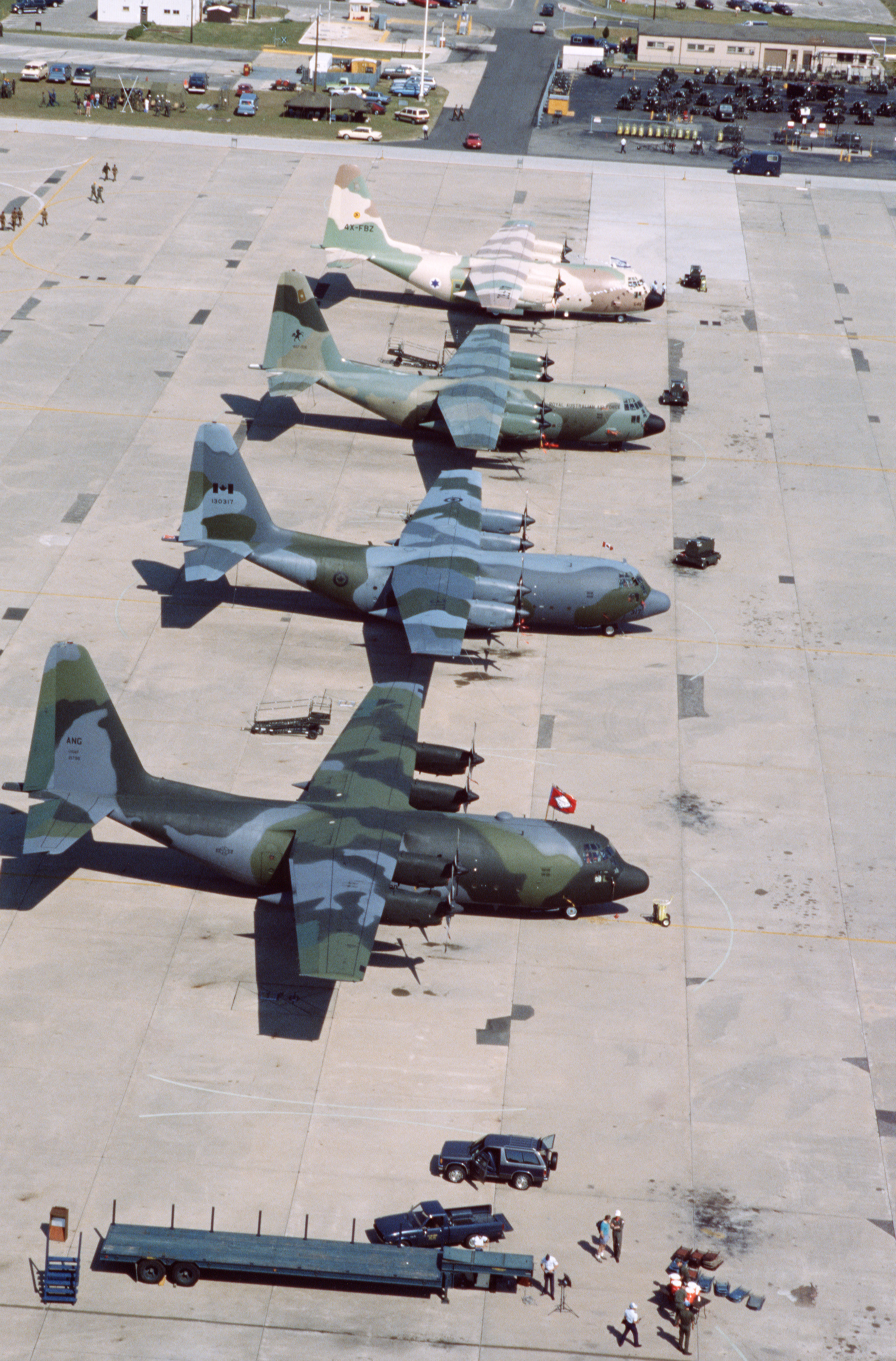
Aviones C-130 de Estados Unidos, Canadá, Australia e Israel (empezando por el más cercano).

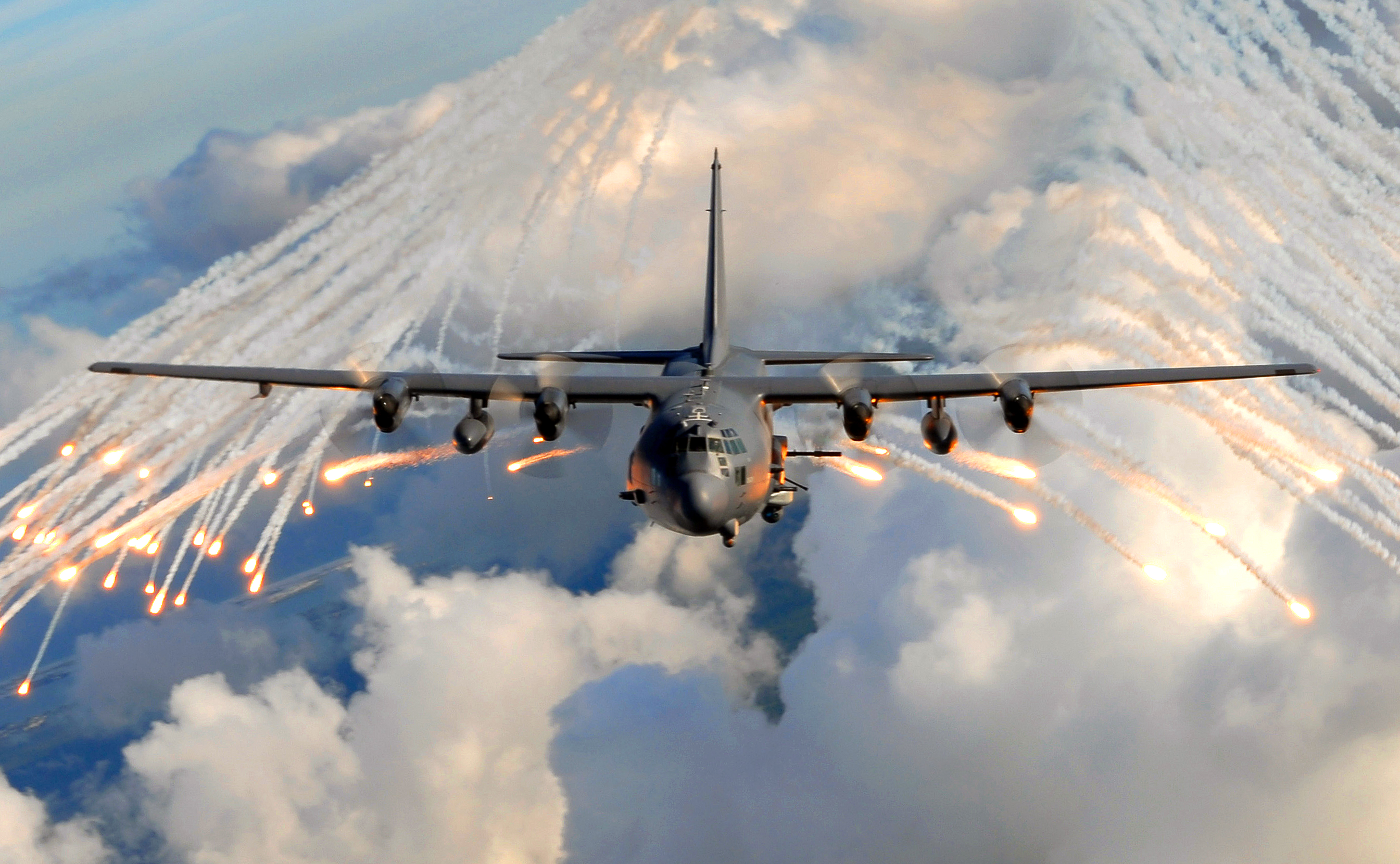
El AC-130, versión del C-130 para apoyo aéreo cercano.

- Lockheed Martin C-130J Super Hercules
- Lockheed AC-130 Spectre/Spooky
- Lockheed DC-130
- Lockheed EC-130
- Lockheed EC-130H Compass Call
- Lockheed HC-130
- Lockheed LC-130
- Lockheed MC-130
- Lockheed WC-130
- Lockheed L-100 Hercules

### Aeronaves similares
- / Transall C-160
- Blackburn Beverley
- Airbus A400M Atlas
- Antonov An-12

### Secuencias de designación
- Secuencia C-_ (Aviones de Carga del USAAS/USAAC/USAAF/USAF, 1924-1962): ← C-127 (II) - C-128 - C-129 - C-130/J - C-131 - C-132 - C-133 →
- Secuencia R_V (Aviones de Transporte de la Armada estadounidense, 1931-1962 (Lockheed, 1942-1962)): R6V - R7V-1/-2 - R8V
- Secuencia U_V (Aviones Utilitarios de la Armada estadounidense, 1955-1962 (Lockheed, 1942-1962)): UV - UV-1L
- Secuencia G_V (Aviones Cisterna de la Armada estadounidense, 1958-1962 (Lockheed, 1942-1962)): GV
- Secuencia C_-_ (Aeronaves de las Fuerzas Canadienses, 1968-presente): ← CH-127 - CT-128 - CC-129 - CC-130 - CX-131 - CC-132 - CT-133 →
- Secuencia T._ (Aeronaves de Transporte del Ejército del Aire español, 1954-1978): ← T.8 - T.9 (I) - T.9 (II) - T.10 - T.11 - T.12 - T.14
- Secuencia T._ (Aeronaves de Transporte del Ejército del Aire español, 1978-presente): T.9 - T/TK.10 - TM.11 - TR/T/TE/TM.12 - T.15 →